# فرمفیلد
فرمفیلد (به انگلیسی: Framfield) یک روستا و محله مدنی در بریتانیا است که در Framfield واقع شده‌است. فرمفیلد ۱۹٫۸ کیلومتر مربع مساحت و ۱٬۹۸۳ نفر جمعیت دارد.